# Saint-Germain-sur-Bresle
 Saint-Germain-sur-Bresle  es una comuna y población de Francia, en la región de Picardía, departamento de Somme, en el distrito de Amiens y cantón de Hornoy-le-Bourg.
Su población en el censo de 1999 era de 185 habitantes, incluyendo la commune associée de Guémicourt (16 habitantes).
Está integrada en la Communauté de communes du Sud-Ouest Amiénois .

## Demografía
| 184 | 185 | 202 | 203 | 167 | 185 |
| Para los censos de 1962 a 1999 la población legal corresponde a la población sin duplicidades (Fuente: INSEE [Consultar]) |     |     |     |     |     |